# Yvonne Reynders

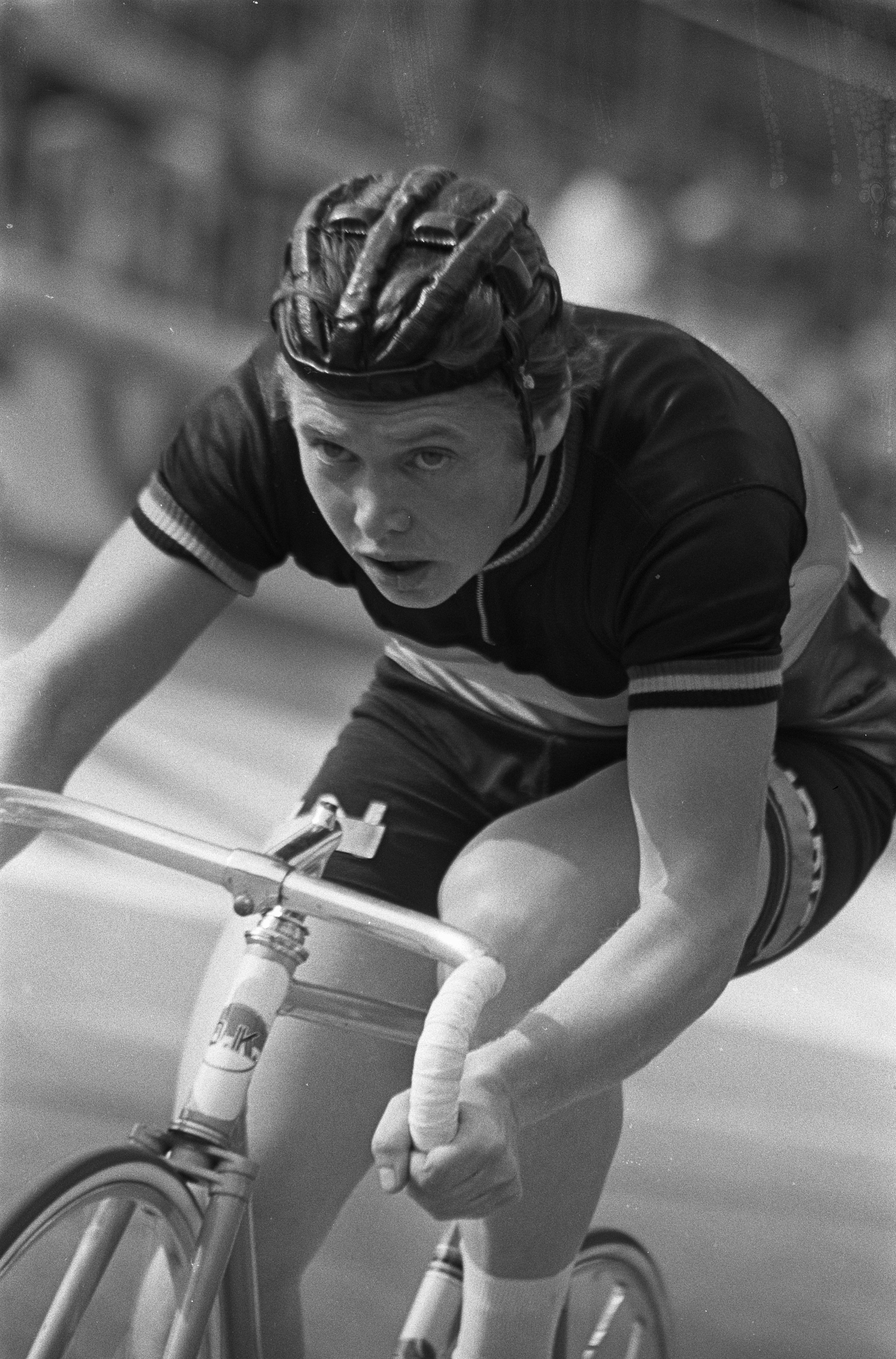
Yvonne Reinders 1967

Yvonne Reynders (* 4. August 1937 in Schaarbeek) ist eine ehemalige belgische Radsportlerin und spätere Radsporttrainerin.
Yvonne Reynders lieferte in ihrer Jugend Kohlen mit dem Fahrrad aus und kam so zum Radsport. Sie war auch eine gute Schwimmerin und Leichtathletin.
Reynders ist die bis heute erfolgreichste belgische Radsportlerin. Sie wurde von 1959 bis 1966 viermal Straßen-Weltmeisterin – ein Rekord, der erst 1995 von Jeannie Longo gebrochen wurde –, von 1961 bis 1966 viermal Weltmeisterin in der Einerverfolgung auf der Bahn und von zehnmal belgische Meisterin auf der Straße. Reynders gewann eine Vielzahl von Rennen im Bahnradsport und im Straßenradsport. Unter anderem siegte sie 1964 und 1965 im international stark besetzten Rund um Sebnitz.
1977 beendete Reynders ihre Karriere. Sie wurde Trainerin der belgischen Frauen-Mannschaft und später der Schweizer Fahrerinnen.
Im Jahr 2002 brachte Yvonne Reynders eine Autobiografie mit dem Titel Zeven Maal in die Zevende Hemel heraus.